# Область Конкордии

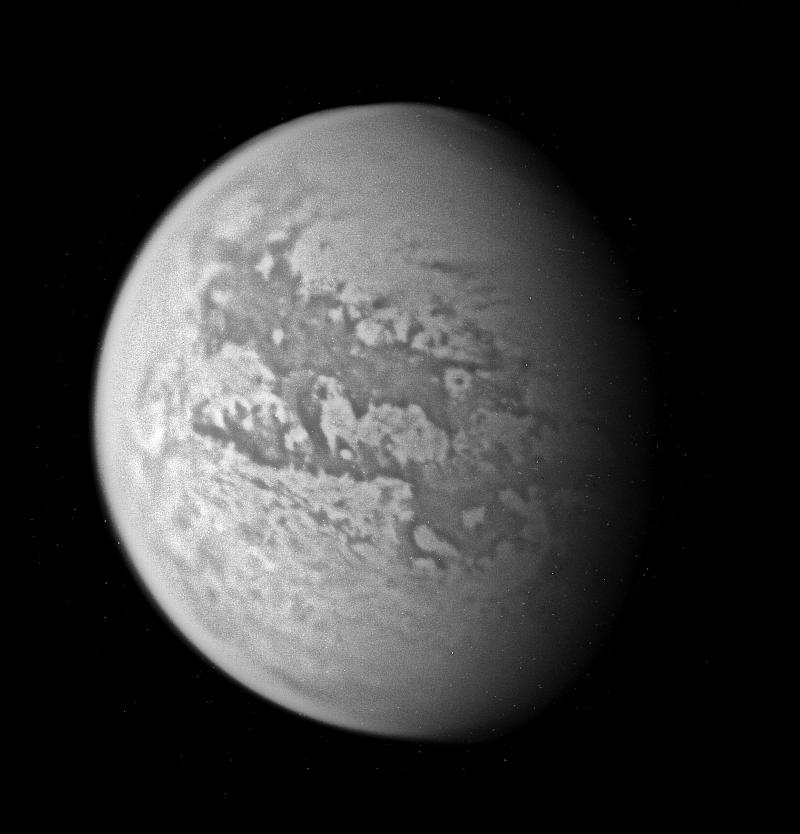
Инфракрасное изображение Титана

Конкордия (англ. Concordia Regio) — обширная область, находящаяся на поверхности самого крупного спутника Сатурна — Титана, по координатам 20° ю. ш. 241° з. д. / 20° ю. ш. 241° з. д.. Находится в юго-восточном углу местности Белет. Под термином область (регион) понимается обширная низменная территория, отличающаяся цветом и альбедо от смежных областей.
Максимальный размер структуры составляет 1500 км. Область Конкордия была обнаружена на радиолокационных снимках космического аппарата Кассини (во время стандартного пролёта около Титана). Название получило официальное утверждение в 2012 году.
Названа в честь Конкордии, древне-римлянской богини.